# 斑尾鯒
斑尾鯒，又稱斑尾牛尾魚，為輻鰭魚綱鮋形目牛尾魚亞目牛尾魚科的其中一種，分布於澳洲至印尼海域，屬底棲性魚類，棲息深度70-490公尺，體長可達45公分，生活在沙底質海域，屬肉食性，生活習性不明。

## 擴展閱讀
維基物種上的相關：斑尾鯒